# Valuair
Valuair (chino: 惠 旅 航空) era una aerolínea de bajo costo con sede en Singapur. Fue lanzada el 5 de mayo de 2004, ofreciendo servicios iniciales a Bangkok y Hong Kong. Se diferenciaba de otras aerolíneas de bajo costo al ofrecer lujos como una franquicia de equipaje de más de 20 kg, comida a bordo, asientos asignados y una distancia entre asientos de 32 pulgadas. Adquirida el 24 de julio de 2005 por Jetstar Asia Airways, la marca Valuair se mantuvo para los servicios programados de Jetstar Asia a las principales ciudades de Indonesia hasta el 26 de octubre de 2014.

## Destinos
Valuair ofrece actualmente vuelos entre su base en Singapur a Yakarta, Denpasar y Surabaya, con Bangkok como código compartido con Jetstar Asia. Desde la fusión con Jetstar Asia, la aerolínea ha cortado rutas a Perth, Hong Kong, Xiamen, Chengdu y Bangkok, como parte de un ejercicio de consolidación entre ambas aerolíneas.
La siguiente lista muestra todos los destinos actuales y anteriores, incluida la ciudad a la que presta servicio, el país, el aeropuerto y el año de inicio y finalización del servicio.
| Ciudad    | País      | Aeropuerto                                                       | Inicio                 | Fin                   |
| --------- | --------- | ---------------------------------------------------------------- | ---------------------- | --------------------- |
| Bangkok   | Tailandia | Aeropuerto Internacional Don Mueang                              | 5 de mayo de 2004      | noviembre de 2005     |
| Chengdu   | China     | Aeropuerto Internacional de Chengdu-Shuangliu                    | 20 de abril de 2005    | 30 de octubre de 2005 |
| Denpasar  | Indonesia | Aeropuerto Internacional Ngurah Rai                              | 27 de enero de 2006    | presente              |
| Hong Kong | Hong Kong | Aeropuerto Internacional de Hong Kong                            | 7 de mayo de 2004      | 23 de octubre de 2005 |
| Yakarta   | Indonesia | Aeropuerto Internacional Soekarno-Hatta                          | 23 de octubre de 2005  | presente              |
| Medan     | Indonesia | Aeropuerto Internacional de Polonia (Nombre real del aeropuerto) | 30 de marzo de 2008    | presente              |
| Perth     | Australia | Aeropuerto de Perth                                              | 1 de diciembre de 2004 | 9 de octubre de 2005  |
| Singapur  | Singapur  | Aeropuerto Internacional de Singapur[Hub]                        | 5 de mayo de 2004      | presente              |
| Surabaya  | Indonesia | Aeropuerto Internacional Juanda                                  | 23 de octubre de 2005  | presente              |
| Xiamen    | China     | Aeropuerto Internacional de Xiamen-Gaoqi                         | 25 de abril de 2005    | 30 de octubre de 2005 |

## Flota
- Airbus A320-200: 4[1]